# Max Mitterer
Max Mitterer (* 11. Oktober 1887 in Aicha; † 13. Oktober 1960 in Passau) war ein deutscher katholischer Kirchenrechtler und Hochschullehrer an der Philosophisch-theologischen Hochschule Passau.
Mitterer studierte Theologie und Philosophie in Passau und München und wurde 1911 zum Priester geweiht. Ab 1915 studierte er Theologie in München bis zur Promotion 1920 in München. Anschließend studierte er Rechtswissenschaften an der Ludwig-Maximilians-Universität München und in Berlin. Von 1925 bis 1929 war er als Privatgelehrter in München tätig. 1930 wurde er als Professor für Kirchenrecht und bayerisches Staats- und Verwaltungsrecht an die Philosophisch-Theologischen Hochschule nach Passau berufen. Im November 1933 unterzeichnete er das Bekenntnis der deutschen Professoren zu Adolf Hitler. 1936 wurde er zum Bischöflichen Geistlichen Rat ernannt. Von 1937 bis 1938 und nochmals von 1945 bis 1947 war er als Prorektor tätig. Er betreute zudem die Professoren-Grab- und Gedenkstätte. Ab 1943 stand er der Kongregation der Töchter vom allerheiligsten Heiland vor. Des Weiteren war er als Prosynodaldirektor, promotor iustitiae und curator sowie als Amtsanwalt vor kirchlichen Gerichten, Parteiberater und Anwalt in kirchlichen Eheprozessen tätig. Im Jahre 1956 wurde Mitterer emeritiert. Am 13. Oktober 1960 starb er aufgrund von Krankheit im Städtischen Krankenhaus zu Passau.

## Schriften
- Geschichte des Ehehindernisses der Entführung im kanonischen Recht seit Gratian. Paderborn 1924.
- Rechtskirche und Liebeskirche. Festschrift für Bischof  Dr. Dr. Simon Konrad Landersdorfer. Verlag Passavia, Passau 1953.

Darüber hinaus wirkte Mitterer am Lexikon für Theologie und Kirche sowie an den Studienbriefen der Phil.-Theologischen Hochschule Passau mit.